# Günter Kratzel
Günter Friedrich Kratzel (* 23. Dezember 1925 in Hindenburg O.S.) ist ein deutscher Professor für Slawistik und Osteuropawissenschaftler an der Universität Hamburg.

## Leben und Beruf
Kratzel unterrichtete zunächst im Rahmen eines Lektorats russische Sprache und Literatur verlegte seine Lehrtätigkeit später indessen bis zu seiner Pensionierung im Jahre 1987 auf die slawische Geistesgeschichte. Ferner war er im Verlaufe mehrerer NS-Prozesse der 70er und 80er Jahre als Dolmetscher bundesdeutscher Justizdelegationen tätig.
Weiters widmete sich Kratzel außeruniversitärer politischer Vortragstätigkeit, um die Öffentlichkeit über die Diktatur der Sowjetunion aufzuklären.

## Publikationen
- Grundzüge des Aspektgebrauches in der russischen Sprache der Gegenwart. Buske, Hamburg 1971, ISBN 3-87118-022-X.
- Das Thorner Kantional von 1587 und seine deutschen Vorlagen. Ein Beitrag zur Erforschung der deutsch-polnischen Liedbeziehungen im Zeitalter der polnischen Reformation (= Symbolae Slavicae. Band 6). Peter Lang, Frankfurt am Main u. a. 1979, ISBN 3-8204-6344-5 (zugleich Dissertation, Universität Köln 1963).
- Sowjetismus. Moskau und die deutsche Wirrnis (= Blaue aktuelle Reihe. Band 14). Mut-Verlag, Asendorf 1987, ISBN 3-89182-021-6.
- Im Widerstand gegen den Zeitgeist. Ideologiekritische Vorträge, Referate, Textanalysen: eine Auswahl. Kovač, Hamburg 1993, OCLC 29737079.